# Andrej Prokof'ev
Andrej Vasil'evič Prokof'ev (in russo Андрей Васильевич Прокофьев?; Lesnoj, 6 giugno 1959 – Ekaterinburg, 19 giugno 1989) è stato un ostacolista e velocista sovietico, campione olimpico della staffetta 4×100 metri a Mosca 1980.

## Biografia
All'apice della carriera ha vinto la medaglia d'oro nella staffetta 4×100 m a Mosca 1980.

## Palmarès
| Anno | Manifestazione  | Sede              | Evento   | Risultato | Prestazione | Note |
| ---- | --------------- | ----------------- | -------- | --------- | ----------- | ---- |
| 1979 | Universiadi     | Città del Messico | 110 m hs | Oro       | 13"50       |      |
| 1980 | Europei indoor  | Sindelfingen      | 60 m hs  | 5º        | 7"84        |      |
| 1980 | Giochi olimpici | Mosca             | 110 m hs | 4º        | 13"49       |      |
| 1980 | Giochi olimpici | Mosca             | 4×100 m  | Oro       | 38"26       |      |
| 1982 | Europei         | Atene             | 110 m hs | Argento   | 13"46       |      |
| 1982 | Europei         | Atene             | 4×100 m  | Oro       | 38"60       |      |
| 1983 | Universiadi     | Edmonton          | 110 m hs | Oro       | 13"46       |      |
| 1983 | Mondiali        | Helsinki          | 4×100 m  | Bronzo    | 38"41       |      |